# Royal AM FC
El Royal AM FC es un equipo de fútbol de Sudáfrica que jugaba en la Liga Premier del país hasta el momento de su expulsión de la misma por tener problemas financieros y fiscales.

## Historia
Fue fundado en el año 2015 en Durban con el nombre Real Kings como equipo de la Segunda División de Sudáfrica para la temporada 2015/16, la cual ganó. Al año siguiente participa en la Primera División de Sudáfrica con resultados constantes.
En 2021 la empresaria Shauwn Mkhize y su hijo Andile Mpisane compran la franquicia del Bloemfontein Celtic FC y juegan por primera vez en la Liga Premier de Sudáfrica en la temporada 2021/22.
En 2023 el equipo sufrió una sanción de la FIFA que le prohibió hacer fichajes debido a la terminación ilegal del contrato del jugador serbio Samir Nurković.
En enero de 2025 el club fue paralizado tras una orden del Servicio de Impuestos de Sudáfrica debido a que su propietario no hizo frente al pago de las contribuciones fiscales obligatorias, por lo que la liga pospuso todos los partidos del Royal AM. En marzo de 2025 el sistema tributario sudafricano puso al club en subasta.
Debido a los problemas que arrastró el club desde principios de año, en abril de 2025 el comité de competición conformado por los equipos de la Liga Premier y la Primera División de Sudáfrica expulsó al Royal AM de las competiciones organizadas por la Premier Soccer League.

## Palmarés
- Segunda División de Sudáfrica: 1

2015/16

## Participación en competiciones de la CAF
| Temporada | Torneo                       | Ronda | Club                | Casa | Visita | Global   |
| --------- | ---------------------------- | ----- | ------------------- | ---- | ------ | -------- |
| 2022-23   | Copa Confederación de la CAF | 1     | Mbabane Highlanders | 0–0  | 2–0    | 2–0      |
| 2022-23   | Copa Confederación de la CAF | 2     | ZESCO United        | 0–0  | 1–1    | 1–1 (v.) |
| 2022-23   | Copa Confederación de la CAF | 3     | TP Mazembe          | 0–2  | 0–1    | 0–3      |